# Zmarli w maju 2017

## Maj 2017
- 31 maja
  - Jean-Marie Balla – kameruński duchowny katolicki, biskup[1]
  - Jiří Bělohlávek – czeski dyrygent symfoniczny i operowy[2][3]
  - Teresa Gałkowska – polska dekoratorka wnętrz i scenograf[4]
  - Lubomyr Huzar – ukraiński duchowny katolicki, studyta, arcybiskup kijowsko-halicki, kardynał[5]
  - Tadeusz Jedynak – polski polityk, działacz związkowy, poseł na Sejm I i II kadencji[6]
  - Mohammed Baraa Kadek (Rayan Meshaal) – syryjski dziennikarz, założyciel Amaq News Agency[7]
  - Fred J. Koenekamp – amerykański operator filmowy, laureat Oscara[8]
  - Fred Kummerow – amerykański biochemik[9]
  - Irena Strzelecka – polska muzealniczka, historyk i publicystka[10]
  - István Szondy – węgierski pięcioboista nowoczesny[11]
  - Graham Webb – brytyjski kolarz szosowy i torowy[12]
  - Andrzej Wroński – polski historyk, dziennikarz i publicysta[13]
  - Bohdan Wróblewski – polski grafik, ilustrator, reżyser zdjęć reklamowych[14]
- 30 maja
  - John Brecknock – angielski śpiewak operowy (tenor)[15]
  - Wendell Burton – amerykański aktor[16]
  - Antonio Nicola Cantalamessa – włoski polityk i samorządowiec, eurodeputowany II kadencji (1988–1989)[17]
  - Reinhold Hanning – niemiecki SS-Unterscharführer z czasów II wojny światowej służący w obozach koncentracyjnych Auschwitz-Birkenau oraz KL Sachsenhausenn[18]
  - Daniel Kucera – amerykański duchowny katolicki, benedyktyn, arcybiskup[19]
  - José Melo – brazylijski duchowny katolicki, lazarysta, arcybiskup[20]
  - Janusz Palmowski – polski samorządowiec i urzędnik państwowy, starosta chojnicki (1999–2002)[21]
  - Molly Peters – angielska aktorka[22]
  - Stefano Tatai – włoski szachista pochodzenia węgierskiego, mistrz międzynarodowy w latach 1966–2017[23]
  - Elena Verdugo – amerykańska aktorka[24]
- 29 maja
  - Michael A’Hearn – amerykański astronom[25]
  - Mordechaj Cippori – izraelski generał i minister[26].
  - Bogdan Doczew – bułgarski sędzia piłkarski[27][28]
  - Bogdan Gliński – polski onkolog, prof. dr hab. med.[29][30]
  - Barbara Jaruzelska – polska germanistka, żona gen. Wojciecha Jaruzelskiego, prezydenta PRL i prezydenta III RP, w latach 1989–1990 pierwsza dama[31]
  - Konstandinos Mitsotakis – grecki polityk, premier Grecji w latach 1990–1993, minister spraw zagranicznych w latach 1980–1981 i w 1992[32]
  - Manuel Noriega – panamski generał, polityk prawicowy, wojskowy przywódca Panamy („Najwyższy Przywódca Wyzwolenia Narodowego”) w latach 1983–1989[33]
- 28 maja
  - Eric Broadley – brytyjski przedsiębiorca, inżynier, założyciel i szef firmy Lola Racing Cars[34]
  - Elżbieta Chojnacka – polska klawesynistka[35]
  - Marcus Intalex – brytyjski DJ tworzący muzykę drum and bass[36]
- 27 maja
  - Gregg Allman – amerykański muzyk rockowy i bluesowy; piosenkarz, klawiszowiec, gitarzysta i autor tekstów, członek zespołu The Allman Brothers Band[37]
  - Krystyna Bukietyńska-Słopecka – polska chemiczka, profesor Uniwersytetu Wrocławskiego[38][39]
  - Marian Przytuła – polski fizyk, profesor Uniwersytetu Łódzkiego[40][41]
  - Bohdan Roliński  – polski dziennikarz[42]
  - John Mark Taylor – brytyjski polityk i prawnik, eurodeputowany I kadencji (1979–1984), członek Izby Gmin (1983–2005)[43]
  - Andrzej Wojtaś – polski tłumacz[44][45]
- 26 maja
  - Edward Ivar Anderson – polski elektrotechnik, prof. dr hab. inż.[46][47]
  - Toni Bertorelli – włoski aktor[48]
  - Laura Biagiotti – włoska projektantka mody[49]
  - Zbigniew Brzeziński – amerykański politolog polskiego pochodzenia, doradca prezydenta USA do spraw bezpieczeństwa[50][51]
  - Jim Bunning – amerykański baseballista i polityk, senator, działacz Partii Republikańskiej[52]
  - Jerzy Nyga – polski duchowny rzymskokatolicki[53]
  - Peter Phipps – australijski rugbysta[54]
- 25 maja
  - Witold Aleksander Herbst – polski pilot wojskowy, uczestnik II wojny światowej w szeregach dywizjonów 303 i 308[55]
  - Frédérick Leboyer – francuski położnik i pisarz[56][57]
  - Wasyl Otkowycz – ukraiński historyk sztuki[58][59]
- 24 maja
  - Ann Birstein(inne języki) – amerykańska pisarka, krytyk filmowy[60]
  - Aleksandr Burdonski – rosyjski reżyser teatralny, syn gen. Wasilija Stalina[61]
  - Denis Johnson – niemiecko-amerykański pisarz[62]
  - Maria Krawczyk – polski fizyk, profesor zwyczajny Uniwersytetu Warszawskiego[63]
  - Lucjan – serbski duchowny prawosławny, biskup[64]
  - Jared Martin – amerykański aktor[65]
  - Jerzy Nalichowski – polski polityk i inżynier, działacz opozycji w okresie PRL, wojewoda jeleniogórski[66]
  - Zdzisław Nowakowski – polski politolog, prof. dr hab. inż., rektor Wyższej Szkoły Informatyki, Zarządzania i Administracji w Warszawie[67]
  - Andrzej Rausz – polski aktor[68][69]
- 23 maja
  - Olivier de Berranger – francuski duchowny katolicki, biskup diecezji Saint-Denis[70]
  - William Carney – amerykański polityk, członek Izby Reprezentantów (1979–1987)[71]
  - Stefano Farina – włoski sędzia piłkarski[72]
  - Cortez Kennedy – amerykański futbolista[73]
  - Konstantyn – bułgarski duchowny prawosławny, biskup[74]
  - Roger Moore – brytyjski aktor[75]
  - Viorel Morariu – rumuński rugbysta, trener i działacz sportowy[76]
  - Irio De Paula – brazylijski gitarzysta i kompozytor jazzowy[77]
  - Robert Thalmann – szwajcarski kolarz szosowy[78]
  - Kaoru Yosano – japoński polityk, wielokrotny minister[79]
- 22 maja
  - Barbara Maria Bazielich – polska etnograf, profesor nauk humanistycznych[80]
  - Azmi ad-Dakka – palestyński dyplomata, ambasador[81]
  - Ewelina Dziuba – polski technolog żywności i żywienia, prof. dr hab. inż.[82][83]
  - Jerzy Grohman – polski ekonomista i polityk, minister ds. reprywatyzacji w kancelarii Prezydenta RP[84]
  - Nicky Hayden – amerykański motocyklista, mistrz świata w klasie MotoGP w sezonie 2006[85][86]
  - Wiktor Kuprejczyk  – białoruski szachista, arcymistrz[87]
  - Dina Merrill – amerykańska aktorka, ekonomistka, bizneswoman i filantrop[88]
  - Denis O’Callaghan – australijski rugbysta[89]
  - Władimir Pierieturin – radziecki piłkarz, zwycięzca Spartakiady Narodów RFSRR w 1959[90]
  - Paweł Pierściński – polski fotograf, publicysta, krytyk i teoretyk fotografii, działacz społeczny[91]
  - Piotr Puławski – polski piosenkarz i gitarzysta[92]
  - Lars-Erik Skiöld – szwedzki zapaśnik[93]
  - Barbara Smith Conrad – amerykańska śpiewaczka operowa[94]
  - Julia Viellehner – niemiecka triathlonistka[95][96]
  - Zbigniew Wodecki – polski piosenkarz, skrzypek, trębacz, pianista, kompozytor, aktor i prezenter telewizyjny[97]
- 21 maja
  - Ryszard Cholewa – polski specjalista w zakresie hodowli zwierząt futerkowych, prof. dr hab.[98]
  - Lisa Spoonauer – amerykańska aktorka[99]
- 20 maja
  - Recep Adanır – turecki piłkarz[100]
  - Albert Bouvet – francuski kolarz torowy i szosowy[101]
  - Alfred Kusiak – polski polityk i działacz partyjny, poseł na Sejm PRL II i III kadencji (1957–1965)[102]
  - Miguel Mykycej – ukraiński duchowny Kościoła katolickiego obrządku bizantyjsko-ukraińskiego, biskup, orionista[103]
  - William Clifford Newman – amerykański duchowny katolicki, biskup[104]
  - Władysław Pilawski – polski funkcjonariusz straży pożarnej, kawaler orderów[105]
  - Aleksandr Wołkow – rosyjski polityk, prezydent Republiki Udmurckiej w latach 2000–2014[106]
- 19 maja
  - Dariusz Błaszczuk – polski ekonomista, profesor Akademii Finansów i Biznesu Vistula[107][108]
  - David Bystron – czeski piłkarz[109]
  - Hubertus Ernst – holenderski duchowny katolicki, biskup[110]
  - Stanley Greene – amerykański fotoreporter[111][112]
  - Mirosława Narkiewicz – polski kardiochirurg, prof. dr hab. med.[113]
  - Mário Viegas Carrascalão – timoryjski polityk i dyplomata, de iure gubernator Timoru Wschodniego (1983–1992), wicepremier (2009–2010)[114]
  - Jerzy Zięborak – polski dr inż., wieloletni pilot doświadczalny Instytutu lotnictwa, specjalista w dziedzinie badań w locie samolotów oraz wytrzymałości struktur lotniczych[115][116]
- 18 maja
  - Roger Ailes – amerykański konsultant ds. mediów, założyciel i były dyrektor Fox News[117]
  - Lech Bafia – polski działacz samorządowy i partyjny, w latach 1975–1980 wojewoda nowosądecki[118]
  - Chris Cornell – amerykański muzyk rockowy, wokalista, multiinstrumentalista i autor tekstów; znany z zespołów Soundgarden i Audioslave[119][120]
  - Wołodymyr Dudarenko – ukraiński piłkarz i trener piłkarski[121]
  - Jacque Fresco – amerykański futurolog, architekt i projektant[122]
  - Reema Lagoo – indyjska aktorka[123]
  - Jim McElreath – amerykański kierowca wyścigowy[124]
  - Frankie Paul – jamajski piosenkarz reggae[125][126]
- 17 maja
  - Wiktor Gorbatko – radziecki kosmonauta[127]
  - Firuz Kazemzadeh – radziecko-amerykański historyk, sowietolog[128]
  - Leokadia Migielska – polska reżyserka i scenarzystka filmowa[129][130]
  - Rhodri Morgan – walijski polityk Partii Pracy[131]
  - Władysław Stolarczyk – polski trener zapasów[132]
  - Jean Swiatek – francuski piłkarz polskiego pochodzenia[133]
  - Wiesław Waniewski – polski działacz państwowy i inżynier chemik, wiceminister w URUM (1972–1980) i Ministerstwie Przemysłu Chemicznego (1980–1981)[134]
  - Todor Veselinović – serbski piłkarz i trener piłkarski[135]
- 16 maja
  - Bernard Bosson – francuski polityk, minister transportu w latach 1993–1996[136]
  - Anne Kimbell – amerykańska aktorka[137]
  - Walter Kollmann – austriacki piłkarz[138]
  - Jan Kowalczyk – polski zootechnik, prof. dr hab.[139][140]
  - Outi Ojala – fińska polityk[141]
  - Emil Stehle – niemiecki duchowny katolicki, biskup[142]
  - Zbigniew Zieleniewski – polski wojskowy, generał dywizji LWP[143][144]
- 15 maja
  - Herbert R. Axelrod – amerykański popularyzator akwarystyki, kolekcjoner instrumentów strunowych[145]
  - Ian Brady – brytyjski seryjny morderca[146]
  - Thomas Daily – amerykański duchowny katolicki, biskup Brooklynu w latach 1990–2003[147]
  - Stefan Gębicki – polski polityk i ekonomista, poseł na Sejm X kadencji (1989–1991)[148]
  - Czesław Kajdas – polski chemik, prof. zw. dr hab. inż[149]
  - Konstanty Zbigniew Korolkiewicz – polski farmakolog, prof. dr hab.[150][151]
  - Allan Lawrence – australijski lekkoatleta[152]
  - Javier Valdez – meksykański dziennikarz[153]
  - Oleg Widow – radziecki i rosyjski aktor filmowy[154]
  - Joanna Wierzbicka-Rusiecka – polska dziennikarka i reżyserka filmów dokumentalnych, działaczka opozycji w okresie PRL[155][156]
  - Stanisław Więcek – polski architekt i scenograf[157]
- 14 maja
  - Powers Boothe – amerykański aktor[158]
  - Frank Brian – amerykański koszykarz[159]
  - Antoni Chojnacki – polski literaturoznawca, dr hab.[160][161]
  - Joanna Ciosek – polska patofizjolog, prof. dr hab. n. med[162]
  - Brad Grey – amerykański producent telewizyjny i filmowy[163]
  - Keith Mitchell – amerykański muzyk rockowy, perkusista zespołu Mazzy Star[164][165][166]
  - Grzegorz Rytych – polski polityk i rolnik, poseł na Sejm II kadencji (1993–1997)[167]
- 13 maja
  - Jimmy Copley – angielski perkusista[168]
  - John Cygan – amerykański aktor głosowy[169]
  - Yanko Daucik – hiszpański piłkarz pochodzenia słowackiego[170]
  - Tadeusz Kurowski – polski poeta i elektrotechnik, wykładowca uniwersytecki[171]
- 12 maja
  - John Chynoweth Burnham – amerykański historyk medycyny[172]
  - Ryszard Gancarz – polski malarz i grafik[173]
  - Mauno Koivisto – fiński polityk, w latach 1968–1970 i 1979–1982 premier Finlandii, od 1981 pełniący obowiązki, a od 1982 do 1994 prezydent Finlandii[174]
  - Yale Lary – amerykański futbolista[175]
  - Richard Pyritz – niemiecki działacz na rzecz pojednania niemiecko-polskiego[176]
  - Amoc Zahawi – izraelski biolog ewolucyjny, profesor[177]
  - Krzysztof Zorski – polski dziennikarz i działacz sportowy[178]
- 11 maja
  - William Brohn – amerykański aranżer orkiestrowy[179]
  - Tomasz Brzeziński – polski aktor, scenograf i reżyser teatralny[180]
  - Clelio Darida – włoski polityk, burmistrz Rzymu (1969–1975), minister (1980–1987)[181]
  - Andrzej Grzmociński – polski aktor[182]
  - Algis Kalėda – litewski literaturoznawca, badacz literatury polskiej oraz tłumacz[183]
  - Bronisław Stawarz – polski urolog, płk prof. dr hab. n. med.[184]
  - Janusz Warpechowski – polski scenograf[185]
- 10 maja
  - Geoffrey Bayldon – brytyjski aktor[186]
  - Piotr Galant – polski zawodnik i trener koszykarski[187]
  - Wacław Kalbarczyk – polski urolog, dr hab. med., uczestnik powstania warszawskiego[188]
  - Krystyna Romeyko-Bacciarelli – polska dziennikarka[189]
  - Nelson Xavier – brazylijski aktor, scenarzysta i reżyser[190]
- 9 maja
  - Brian Barnes – australijski duchowny katolicki, franciszkanin, arcybiskup[191]
  - John Collins – walijski sportowiec[192]
  - Edward Kocent-Zieliński – polski historyk techniki, publicysta i muzealnik w dziedzinie lotnictwa, motoryzacji, krótkofalarstwa i radiofoniki[193][194]
  - Wiesław Kobyłecki – polski stomatolog, prof. dr n. med. stom[195]
  - Robert Miles – włoski producent muzyczny, didżej, kompozytor[196]
  - Michael Parks – amerykański aktor i piosenkarz[197]
  - Qian Qichen − chiński polityk i dyplomata, minister spraw zagranicznych ChRL 1988–1998 i jednocześnie wicepremier 1993–1998[198]
- 8 maja
  - Stefania Jabłońska – polska lekarka, profesor nauk medycznych, dermatolog[199]
  - Mieczysław Klimaj – polski trener i sędzia koszykarski[200]
  - Jakub Malik – polski literaturoznawca, profesor nadzwyczajny KUL[201]
  - Allan Meltzer – amerykański ekonomista, monetarysta, specjalista od polityki pieniężnej[202]
  - Henryk Napiórkowski – polski samorządowiec, prawnik i dziennikarz, burmistrz Przasnysza (1990–1994)[203]
  - Bronisław Paczyński – polski hydrogeolog, prof. dr hab., uczestnik powstania warszawskiego[204]
  - Jacek Polaczek – polski aktor[205]
  - Mary Tsoni – grecka aktorka i wokalistka[206]
- 7 maja
  - Zakasz Kamalidenow – radziecki i kazachski polityk, komunista, generał major[207]
  - Krystyna Kotowicz – polska pianistka, pracownik dydaktyczny Akademii Muzycznej im. Fryderyka Chopina w Warszawie, dama orderów[208]
  - Krzysztof Majka – polski specjalista z dziedziny energetyki oraz elektrotechniki, prof. dr hab. inż[209]
  - Zbigniew Muchliński – polski działacz państwowy, wicewojewoda toruński i kujawsko-pomorski[210]
  - Thomas A. White – irlandzki duchowny katolicki, arcybiskup[211]
  - Stefan Wysocki – polski duchowny katolicki, działacz podziemia niepodległościowego w czasie II wojny światowej[212]
- 6 maja
  - Youssef Anis Abi-Aad – libański duchowny katolicki Kościoła maronickiego, arcybiskup[213]
  - Steven Holcomb – amerykański bobsleista, medalista olimpijski[214]
  - Jurij Kiriczenko – radziecki polityk i dyplomata[215]
  - Grzegorz Kosma – polski szczypiornista, olimpijczyk (1980)[216]
  - Jerzy Kościński – polski działacz i sędzia koszykarski[217]
  - Min Bahadur Sherchan – nepalski himalaista[218]
  - Hugh Thomas – brytyjski historyk i pisarz[219]
  - Lech Tomski – polski specjalista mechaniki oraz budowy i eksploatacji maszyn, prof. dr hab. inż[220]
  - David Wulstan – angielski pedagog muzyczny, dyrygent chóru; współzałożyciel The Tallis Scholars[221]
- 5 maja
  - Binjamin Elon – izraelski polityk, poseł 1996–2006, minister turystyki 2001–2002 i 2003–2004[222]
  - Amancio Escapa Aparicio – hiszpański duchowny katolicki, karmelita bosy, biskup[223]
  - Ili uld Muhammad Fal – mauretański polityk i wojskowy[224]
  - Adolph Kiefer – amerykański pływak, mistrz olimpijski z 1936 oraz wielokrotny rekordzista świata[225][226]
  - Władysław Oksiński – polski samorządowiec, burmistrz Włoszczowy (1998–2002)[227]
- 4 maja
  - Jan Augustynowicz – polski duchowny katolicki, publicysta i dziennikarz[228]
  - William Baumol – amerykański ekonomista[229]
  - Katy Bødtger – duńska piosenkarka[230]
  - Victor Lanoux – francuski aktor[231]
  - Włodzimierz Lisiecki – polski piłkarz[232]
  - Nora Mae Lyng – amerykańska aktorka broadwayowska[233]
  - Timo Mäkinen – fiński kierowca rajdowy[234][235]
  - Zbigniew Maleszewski – polski rzeźbiarz, architekt i działacz wolnomularski[236]
  - Ruwen Ogien – francuski filozof[237]
- 3 maja
  - Miszal ibn Abd al-Aziz Al Su’ud – saudyjski książę[238]
  - Lukas Ammann – szwajcarski aktor i stulatek[239]
  - Jan Górecki – polski duchowny katolicki, profesor nauk teologicznych, nauczyciel akademicki Uniwersytetu Śląskiego[240][241]
  - Bogumił Gozdur – polski piłkarz i trener[242]
  - Stanisław Hałas – polski fizyk, prof. dr. hab[243]
  - Andrzej Kieruzalski – polski plastyk, lalkarz, chórmistrz, inscenizator i reżyser; pedagog, harcmistrz, kierownik artystyczny Zespołu „Gawęda”[244]
  - Dalja Lawi – izraelska piosenkarka i aktorka[245]
  - Zbigniew Parandowski – polski architekt, syn Jana Parandowskiego[246]
  - Doug Rollerson – nowozelandzki rugbysta i działacz sportowy[247]
  - Witold Rutkiewicz – polski reżyser i scenarzysta filmów dokumentalnych[248]
  - Abbas Abdullahi Sheikh Siraji – somalijski minister robót publicznych[249]
  - Mieczysław Świderski – polski fotoreporter sportowy[250]
- 2 maja
  - Zbigniew Adrjański – polski dziennikarz i publicysta muzyczny, autor tekstów piosenek i scenariuszy widowisk estradowych[251]
  - Kevin Garcia – amerykański basista, członek zespołu Grandaddy[252]
  - Heinz Keßler – wschodnioniemiecki dowódca wojskowy, generał armii[253]
  - Stanisław Kołodziej – polski waterpolista[254]
  - Józef Kowalczyk – polski piłkarz[255]
  - George Niederauer – amerykański duchowny katolicki, arcybiskup[256]
  - A.R. Penck – niemiecki malarz, rzeźbiarz i perkusista jazzowy[257]
  - Harold Bedoya Pizarro – kolumbijski wojskowy i polityk[258]
  - Norma Procter – angielska śpiewaczka operowa[259]
  - Linas Rumšas – litewski kolarz szosowy, syn Raimondasa Rumšasa[260][261]
  - Yoweri Hunter Wacha-Olwol – ugandyjski urzędnik, przedsiębiorca i nauczyciel, w 1980 członek Komisji Prezydenckiej[262]
  - Moray Watson – angielski aktor[263]
  - Barry Wood – południowoafrykański duchowny katolicki, oblat, biskup[264]
  - Grigorij Żyslin, rosyjski skrzypek, altowiolista i pedagog (ur. 1945)[265]
- 1 maja
  - Anatolij Aleksin – rosyjsko-radziecki i izraelski pisarz, poeta i dramaturg[266]
  - Tomasz Burek – polski krytyk literacki, historyk literatury, eseista[267]
  - Danuta Dylewska-Pawłowska – polski neurolog, profesor Akademii Medycznej w Lublinie[268]
  - Pierre Gaspard-Huit – francuski reżyser filmowy, scenarzysta[269]
  - Barbara Grochulska – polska historyk, profesor Uniwersytetu Warszawskiego, żołnierz Armii Krajowej i uczestniczka powstania warszawskiego[270]
  - Bruce Hampton – amerykański muzyk[271]
  - Jerzy Kopytowski – polski technolog chemik, wiceminister przemysłu chemicznego (1974–1980), dyrektor Instytutu Chemii Przemysłowej (1980–1985)[272]
  - Mike Lowry – amerykański polityk Partii Demokratycznej, gubernator stanu Waszyngton w latach 1993–1997[273]
  - Jurij Łobanow – radziecki kajakarz, kanadyjkarz, medalista olimpijski[274]
  - Tadeusz Żółtowski – polski fizyk jądrowy, dr hab[275]

data dzienna nieznana
- Bohdan Dunin-Wilczyński – polski kolekcjoner, filokartysta, prezes Stowarzyszenia Filokartystów i Kolekcjonerów Historii Sportu[276]
- Jerzy Grom – polski piłkarz[277]
- Danuta Lewandowska  – polska aktorka teatralna[278][279]
- Grzegorz Stelmaszewski – polski aktor[280]